# Rhamnus catharticus

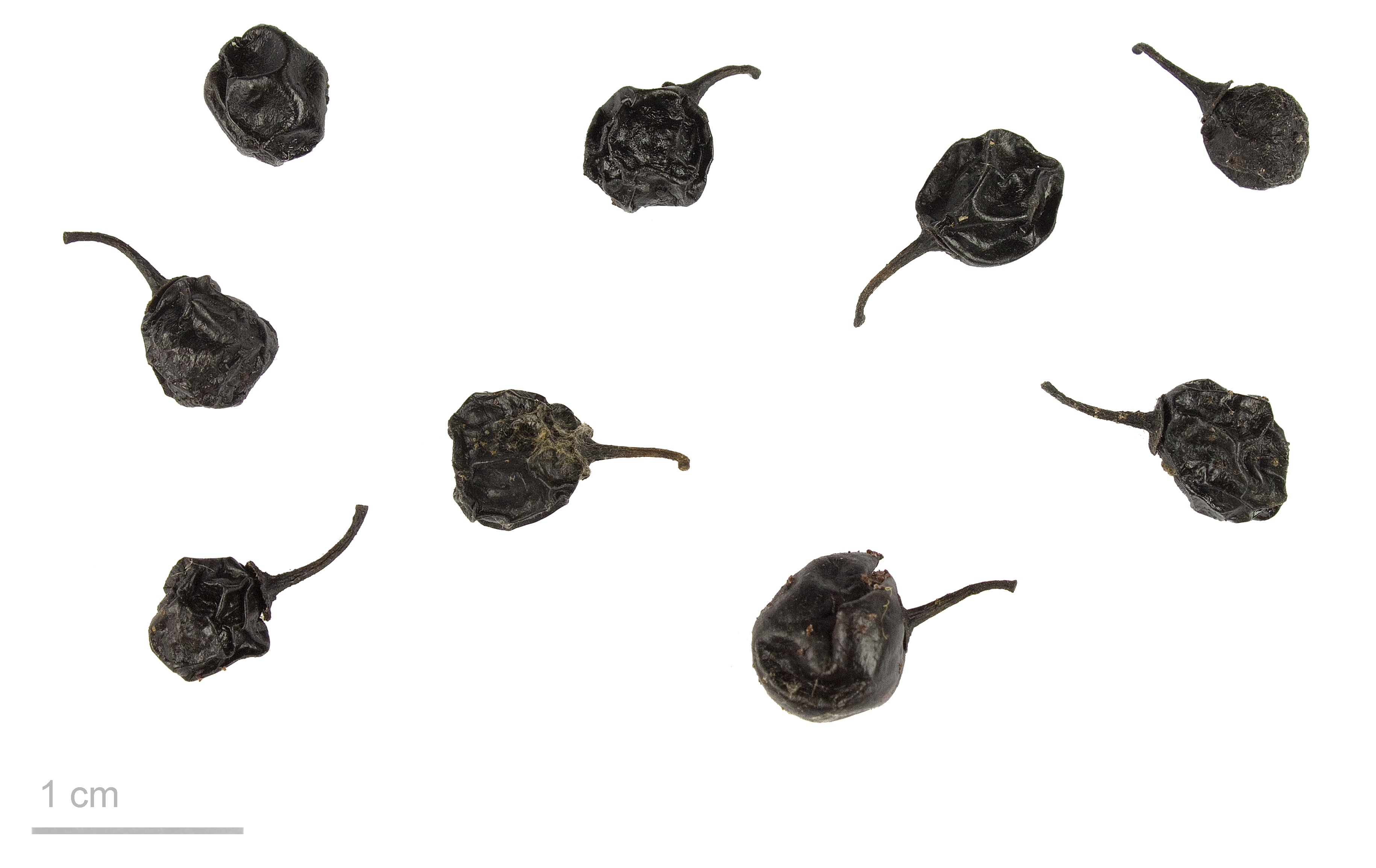
Rhamnus cathartica

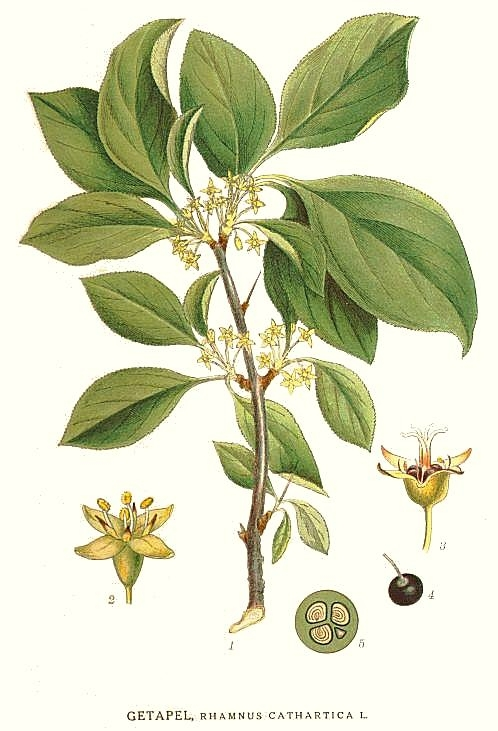
Ilustración

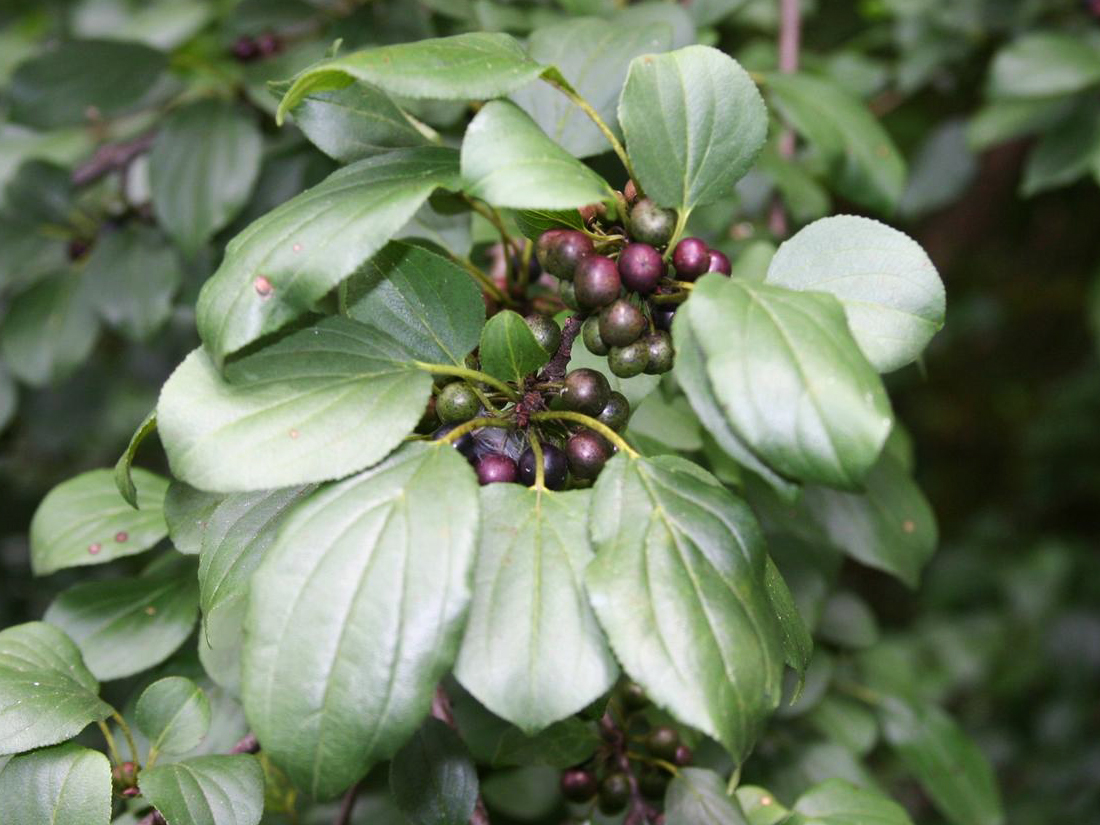
Frutos

Rhamnus cathartica, el espino cerval o cervispino, también conocido como cambrón, hediondo o ramno catártico, es un arbusto espinoso de la familia de las ramnáceas. 

## Descripción
Es un arbusto tupido de 3-6 metros de altura. Ramas alternas, divergentes, terminadas en una espina. Hojas opuestas, ovales, caducas y de bordes dentados con 2-4 pares de nervios laterales muy marcados y de color verde brillante de 2-6 cm de longitud. Flores pequeñas y verdosas de cuatro pétalos, abundantes en grupos entre las hojas. Fruto en baya, negra y redonda del tamaño de un guisante. Son venenosas con olor nauseabundo.

## Distribución y hábitat
Ampliamente distribuido por toda Europa, noroeste de África y Asia occidental en bosques, setos y espesuras, sobre todo en lugares soleados y pedregosos. Introducido en Norteamérica en el siglo XIX como ornamental allí se ha convertido en planta invasora.

## Propiedades
- Con sus frutos se prepara un jarabe purgante para los animales domésticos.
- Potente laxante por su contenido de antraquinona.
- Su consumo excesivo produce vómitos y diarreas.

## Taxonomía
Rhamnus catharticus fue descrita por Carlos Linneo y publicado en Species Plantarum 1: 193, en el año 1753.
Etimología
Rhamnus: nombre genérico que deriva de un antiguo nombre griego para el espino cerval.
catharticus: epíteto latíno que significa "purgativo".
Citología
Número de cromosomas de Rhamnus cathartica (Fam. Rhamnaceae) y táxones infraespecíficos: 
2n=24
Sinonimia
- Rhamnus hydriensis Hacq.[5]
- Cervispina cathartica (L.) Moench
- Rhamnus cathartica L.[6]

## Nombres comunes
- Castellano: aladierna purgante, cambrón, cerval, cervispina, espina cervina, espina de ciervo, espino, espino cerval, espino hediondo, espino negro, ramno catártico.[5]